# 2،1-ثنائي كلورو رباعي فلورو الإيثان
2,1-ثنائي كلورو رباعي فلورو الإيثان (يرمز له R-114) هو مركب كيميائي من مركبات كلوروفلوروكربون له الصيغة الكيميائية C2Cl2F4، والتي يمكن أن تكتب على الشكل ClF2C-CF2Cl، ويكون على شكل غاز عديم اللون.
كان هذا المركب مستخدماً في السابق مادةً للتثليج في أجهزة التكييف والتبريد، وكان له الاسم التجاري فريون-114 بالإضافة إلى كريوفلوران Cryofluoran (اسم دولي غير مسجل الملكية).

## الخواص
يكون المركب على شكل غاز عديم اللون في الشروط القياسية من الضغط ودرجة الحرارة، وله رائحة تشبه الكلوروفورم، كما أنه غير قابل للاشتعال، والنقطة الحرجة له تقع عند الدرجة 145.6 °س وضغط 3.26 ميغاباسكال.
للمركب خواص ضارة بالبيئة، وهو مصنف ضمن لائحة اللجنة الدولية للتغيرات المناخية على أنه مادة كيميائية مسببة لنضوب الأوزون، وكذلك ضمن الصنف I المجموعة 1 من المواد المنضبة للأوزون حسب بروتوكول مونتريال.

## اقرأ أيضاً
- كلورو خماسي فلورو الإيثان
- 1-كلورو-1،1-ثنائي فلورو الإيثان
- 1،1-ثنائي كلورو-1-فلورو الإيثان
- برومو كلورو ثنائي فلورو الميثان